# Kälakärr
Kälakärr är en sumpmark i Finland. Den ligger i Sjundeå i landskapet Nyland, i den södra delen av landet, 30 km väster om huvudstaden Helsingfors.